# Lanslebourg-Mont-Cenis
 Lanslebourg-Mont-Cenis  korábbi község (település) Franciaország Auvergne-Rhône-Alpes régiójában, Savoie megyében, mindössze pár kilométerre az olasz határtól. 2017. január 1-jén Bramans, Lanslevillard, Sollières-Sardières és Termignon községekkel egyesült és az így létrejött Val-Cenis új község része lett.

## Történelem
1947 –ben az Olaszsországgal kötött béke értelmében hozzácsatolták a Moncenisio-hágót, a Moncenisio-tavat és Venaus község egy részét (Torino megye), összesen 81,29 km²-t.

## Fordítás
- Ez a szócikk részben vagy egészben  a    Lanslebourg-Mont-Cenis  című olasz Wikipédia-szócikk fordításán alapul.  Az eredeti cikk szerkesztőit annak laptörténete sorolja fel. Ez a jelzés csupán a megfogalmazás eredetét és a szerzői jogokat jelzi, nem szolgál a cikkben szereplő információk forrásmegjelöléseként.